# ويلسون همفريز
ويلسون همفريز (بالإنجليزية: Wilson Humphries)‏ (1 يوليو 1928 في المملكة المتحدة - 22 أكتوبر 1992) هو مدرب كرة قدم ولاعب كرة قدم بريطاني في مركز مهاجم داخلي. شارك مع منتخب اسكتلندا لكرة القدم. أما مع النوادي، فقد لعب مع دندي يونايتد ونادي سانت ميرين ونادي ماذرويل وهاميلتون أكاديميكال ورابطة كرة القدم الاسكتلندية الحادية عشر ‏.

## وصلات خارجية
- ويلسون همفريز على موقع قاعدة بيانات كرة القدم.إي يو (الإنجليزية)